# Ainapur, Chincholi
Ainapur là một làng thuộc tehsil Chincholi, huyện Gulbarga, bang Karnataka, Ấn Độ.